# SN 2005bx
SN 2005bx – supernowa typu IIn odkryta 27 kwietnia 2005 roku w galaktyce M+12-13-19. W momencie odkrycia miała maksymalną jasność 17,80m.